# Coimbatore

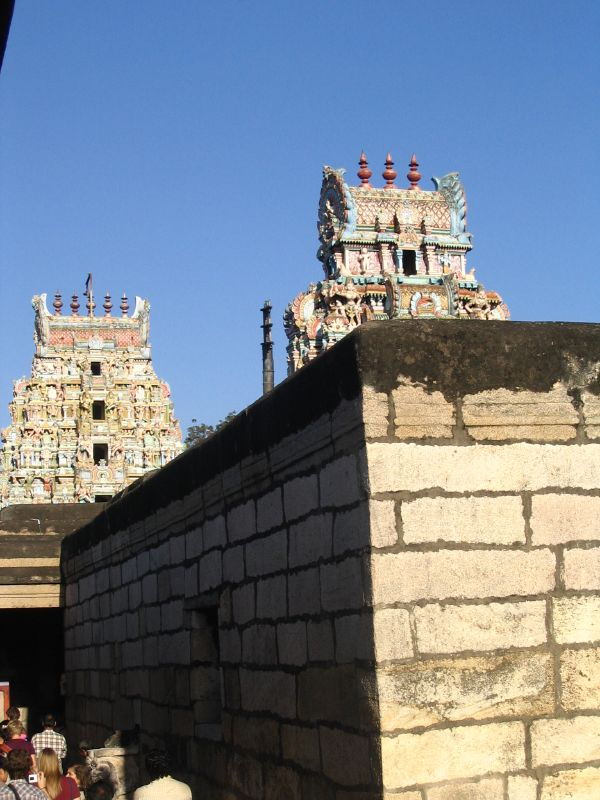
Hinduska świątynia w Coimbatore

Coimbatore – miasto w południowej części Indii, stolica dystryktu Coimbatore w stanie Tamilnadu, w pobliżu granicy ze stanem Kerala, na wyżynie Dekan, nad rzeką Nojil (dopływ Kaweri). Ponad 1 mln mieszkańców.
Ośrodek handlu kawą i herbatą. Przemysł maszynowy, spożywczy (olejarski i cukierniczy), skórzany, włókienniczy, chemiczny, cementowy. Ośrodek produkcji filmów. Siedziba instytutu leśnictwa.